# Albin Lind
Albin Lind, född 13 september 1901 i Skinnskattebergs församling, död 12 januari 1964 i Spånga församling, var en svensk journalist, författare och fackföreningsman.
Albin Lind var son till gruvarbetare och guldgrävaren August Eriksson Honk och Hedvig Vilhelmina Lind. Efter några års folkskola började han 1913 arbeta som gruvarbetare, smidesarbetare och byggnadsarbetare. 1921-1922 fick han möjlighet att studera vid Brunnsviks folkhögskola. Lind hade redan som ung engagerat sig fackligt och blev 1924 studieledare inom Metallindustriarbetareförbundets avdelning 183. 1925 blev han sekreterare där, 1926 vice ordförande och sedan han 1927 blivit ordförande kunde han lämna industriarbetet. Lind var 1926-1928 sekreterare i studierådet för Västmanlands distrikt av SSU och 1926-1928 ordförande i Riddarhyttans fackliga centralorganisation och 1926-1928 ordförande i arbetarorganisationernas samarbetskommitté inom Skinnskattebergs kommun. Han var 1928-1936 medarbetare i Kooperationens tidning Konsumentbladet. Lind studerade 1928-1929 vid Socialpolitiska institutet och var 1930-1931 sekreterare i Unga Örnars riksutskott. 1936 blev han redaktionssekreterare i LO:s tidskrift Fackföreningsrörelsen och var 1937-1961 redaktör där. Lind var även ledamot av priskontrollnämnden 1941-1955 och vice ordförande i Folkrörelsernas konstfrämjande 1947-1960. 
Albin Lind var även verksam som skönlitterär författare. 1932 utgav han diktsamlingen Industri och idyll och skrev även ett antal andra dikter. För SSU:s ungdomsförbunds tidning Frihet skrev han 1933-1934 följetongen Skogen brinner som senare utgavs som roman i FiB:s bokserie.